# Language Integrated Query
Language Integrated Query (LINQ, pronunciado “link”) o Consulta Integrada en el Lenguaje es un componente de la plataforma Microsoft .NET que agrega capacidades de consulta a datos de manera nativa a los lenguajes .NET, si bien existen implementaciones para Java, PHP, JavaScript, SILF.Core y ActionScript
LINQ extiende el lenguaje a través de las llamadas expresiones de consulta, que son parecidas a las sentencias SQL y pueden ser usadas para extraer y procesar convenientemente datos de arrays, clases enumerables, documentos XML, 
bases de datos relacionales y fuentes de terceros. Otros usos, que utilizan expresiones de consulta como plataforma 
general para la composición de expresiones más legibles, incluyen la construcción de manejadores de eventos.
LINQ además define un conjunto de nombres de métodos (llamados operadores de consulta estándar), y un conjunto de reglas 
de traducción, que son usadas por el compilador para traducir las expresiones de consulta en expresiones normales del 
lenguaje, usando estos nombres de métodos, expresiones lambda y tipos anónimos. Muchos de los conceptos que LINQ ha 
introducido, fueron probados inicialmente en el proyecto de investigación Microsoft
Cω. LINQ fue lanzado como un componente principal de .NET Framework 3.5 el 19 de noviembre de 2007.

## Arquitectura de LINQ en .NET

### Operadores de consulta estándar
En la siguiente sección, las descripciones de los operadores están basados en la aplicación de trabajar con colecciones.
El conjunto de operadores de consulta definido por LINQ se expone al usuarios como la Standard Query Operator (SQO) API. 
Los operadores soportados por la API son:
Select
Realiza una proyección de la colección y selecciona los aspectos deseados de los elementos. El usuario especifica una 
función arbitraria, como un delegado o una expresión lambda, que es la que proyecta los elementos.
Where
Permite la definición de un conjunto de predicados que son evaluados para cada objeto en la colección, de manera que los 
objetos que no cumplan el predicado son excluidos del resultado. El predicado se especifica al operador como un 
delegado.
SelectMany
Mapea de elementos de una colección a colecciones. Semánticamente, se realizan dos pasos. Primero, cada elemento se mapea a 
su colección correspondiente. Después, el resultado del primer paso se mezcla en un mismo nivel. Nota: Select y Where son 
ambos implementables usando SelectMany.
Sum / Min / Max / Average
Estos operadores reciben un parámetro opcional lambda, que toma un valor de cada elemento en la colección y lo usa para 
encontrar la suma, el mínimo, el máximo o el promedio respectivamente de todos los elementos en la colección.
Aggregate
Una versión generalizada de Sum/Min/Max. Este operador recibe una expresión lambda que especifica cómo serán combinados los 
valores 
para formar un resultado intermedio o final. De manera opcional, se puede especificar un valor inicial, permitiendo que el 
tipo de la agregación pueda ser cualquiera. Además, una función de finalización, convirtiendo el resultado de la agregación 
en otro valor, que puede ser especificado.
Join
Realiza un inner join entre dos colecciones, basado en llaves coincidentes para los objetos de cada colección. Recibe dos 
funciones como delegados, una para cada colección, que se ejecutará sobre cada elemento de la colección para extraer su 
llave.
GroupJoin
Al igual que el anterior pero realiza un GroupJoin.
Take / TakeWhile
El operador Take selecciona los n primeros objetos de una colección, mientras que el operador TakeWhile, que recibe un 
predicado, selecciona solo los n primeros objetos que cumplan con este.
Skip / SkipWhile
Son los complementos de Take y TakeWhile respectivamente, se ignoran los primeros n elementos o los primeros n que cumplan 
el predicado especificado.
OfType
Para seleccionar solo los elementos de cierto tipo.
Concat
Concatena dos colecciones.
OrderBy / ThenBy
El operador OrderBy se utiliza para especificar el ordenamiento primario de los elementos en una colección de acuerdo con 
alguna llave. El orden por defecto es en orden ascendente, para invertir el orden se utiliza el operador OrderByDescending. 
ThenBy y ThenByDescending especifica el subsiguiente orden de los elementos. La función para extraer el valor de llave del 
objeto debe ser especificada por el usuario como un delegado. 
Reverse
El operador Reverse invierte una colección. 
GroupBy
El operador GroupBy toma un delegado que extrae un valor de llave y devuelve una colección de objetos de tipo 
IGrouping<Key, Values>  , para cada valor de llave distinta. Los IGrouping objetos pueden entonces utilizar para 
enumerar todos los objetos de un valor de llave en particular.
Distinct
El operador Distinct elimina instancias duplicadas de un valor de llave en una colección. La función para recuperar el valor 
de llave que se retornará es un delegado.
Union / Intersect / Except
Estos operadores se utilizan para realizar una operación de unión, intersección y diferencia entre dos secuencias, 
respectivamente. 
SequenceEqual
El operador SequenceEqual determina si todos los elementos de dos colecciones son iguales y tienen el mismo orden.
First / FirstOrDefault / Last / LastOrDefault
Estos operadores reciben como parámetro un predicado. El operador First devuelve el primer elemento para el cual se 
satisface el predicado o lanza una excepción, si este no se satisface. El operador FirstOrDefault es como el primer 
operador, excepto que devuelve el valor predeterminado para el tipo de elemento (por lo general una referencia null) en caso 
de que no se satisfaga con el predicado. El operador Last recupera el último elemento para el cual se satisface el 
predicado, o se produce una excepción, si este no se satisface. El operador LastOrDefault devuelve el valor predeterminado 
si no existe tal elemento. 
Single
El operador Single recibe como parámetro un predicado y devuelve el elemento que satisface con el predicado. Se produce una 
excepción, si ninguno o más de un elemento satisface con el predicado.
ElementAt
El operador ElementAt devuelve el elemento situado en un índice especificado de una colección.
Any / All / Contains
El operador Any determina si ninguno de los elementos de la colección satisface con el predicado. El operador All determina, 
si todos los elementos de la colección satisfacen con el predicado. El operador Contains determina si una colección contiene 
un elemento especificado.
Count
El operador Count cuenta el número de elementos en la colección dada. 
En la API de los (SQO) operadores de consulta estándar también se definen algunos operadores para convertir una colección a otro tipo:
- AsEnumerable: convierte una colección en un  IEnumerable<T> .
- AsQueryable: convierte una colección en un  IQueryable<T> .
- ToArray: convierte una colección en un  array .
- ToList: convierte una colección en un  IList<T> .
- ToDictionary: convierte una colección en un  IDictionary<K, T> , indexado por la llave K.
- ToLookup: convierte una colección en un  ILookup<K, T> , indexado por la llave K.
- Cast: convierte una colección no genérica en un  IEnumerable<T> , convirtiendo cada elemento al tipo  T . Lanza una excepción para los tipos incompatibles.
- OfType: convierte la colección no genérica en un  IEnumerable<T> . Sólo los elementos de tipo  T están incluidos.

### Extensiones del Lenguaje
Mientras LINQ es principalmente implementado como una biblioteca para .NET Framework 3.5, también define las extensiones 
opcionales de idioma que realizan consultas de primera clase construcción del lenguaje y proporciona un azúcar sintáctico 
para escribir consultas. Estas extensiones del lenguaje han sido implementadas inicialmente en C# 3.0, VB 9.0 y Oxygene, 
aunque otros lenguajes como F# y Nemerle habían anunciado un soporte preliminar. Las extensiones del lenguaje son: 
- Sintaxis de consultas
- Variables de tipo implícito
- Tipos anónimos
- Inicializadores de Objetos
- Expresiones lambda

## Proveedores de LINQ

### LINQ to Objects
El proveedor LINQ to Objects se utiliza para colecciones en memoria, utilizando el motor de ejecución local de consultas de 
LINQ. El código generado por este proveedor se refiere a la implementación de los operadores de consulta estándar tal como 
se definen en el patrón  Sequence  y permite que colecciones  IEnumerable<T>  se puedan consultar 
localmente. La implementación actual de LINQ to Objects usa, por ejemplo O(n) búsqueda lineal para las búsquedas simples, y 
no está optimizado para consultas complejas.

### LINQ to XML (antes llamado XLinq)
El proveedor de LINQ to XML convierte un documento XML a una colección de objetos XElement, que puede ser consultada usando 
el motor de ejecución local de LINQ.
LINQ to XML utiliza las características más recientes de los lenguajes de .NET Framework y es comparable con la API de XML 
para el Modelo de objetos de documento (DOM). 

### LINQ to DataSet
El proveedor de LINQ to SQL sólo funciona con bases de datos de Microsoft SQL Server. Para soportar cualquier base de datos 
genérica, LINQ también incluye LINQ to DataSet, que utiliza ADO.NET para manejar la comunicación con las base de datos. Una 
vez que los datos están en DataSets de ADO.NET, LINQ to DataSet ejecuta las consultas sobre estos datasets.

### Otros proveedores
Los proveedores de LINQ pueden ser implementados por terceros para diferentes fuentes de datos. Varios servidores de bases 
de datos especifican sus implementaciones de proveedores de LINQ. Algunos de los proveedores más populares incluyen:
- Data Services: LINQ to ADO.NET Data Services[1]
- dotConnect: LINQ to Oracle, MySQL, PostgreSQL, and SQLite
- Entity Framework: LINQ to Entities[2]
- SSAS Entity Framework Provider:[3] LINQ to OLAP cubes in SSAS.
- Windows Search: LINQ to System Search[4]
- Google search: LINQ to Google[5]
- DbLinq: LINQ to MySQL, PostgreSQL, Oracle, Ingres, SQLite and Microsoft SQL Server[6]
- NHibernate: 
  - LINQ to NHibernate proyecto de contribución[7]
  - Soporta LINQ nativo en la versión 3.0 basado en re-linq[8]
- DataObjects.NET: LINQ to DataObjects.NET[9]
- LLBLGen Pro: LINQ to LLBLGen[10]
- OpenMapi: LINQ to MAPI[11]
- CSV: LINQ to CSV[12]
- Twitter: LINQ to Twitter[13]
- db4o: LINQ to db4o[14]
- Wikipedia: LINQ to Wikipedia[15]
- LINQ to XSD: LINQ to XML Schema[16]

## PLINQ
La versión 4 del framework .NET incluye PLINQ , o LINQ Paralelo, un motor de ejecución paralelo para las consultas LINQ. 
Además se define una nueva interfaz  IParallelEnumerable<T> . Si la colección de origen implementa esta interfaz, el motor de 
ejecución paralelo se invoca. El motor PLINQ puede ejecutar simultáneamente partes de una consulta en múltiples hilos, 
proporcionando así resultados más rápidos.

## Ejemplos

### Ejemplo #1 LINQ To Objects
```
var
 
results
 
=
 
from
 
c
 
in
 
SomeCollection

               
where
 
c
.
SomeProperty
 
<
 
10

               
select
 
new
 
{
c
.
SomeProperty
,
 
c
.
OtherProperty
};

foreach
 
(
var
 
result
 
in
 
results
)

{

        
Console
.
WriteLine
(
result
);

}

```

### Ejemplo #2 LINQ to SQL
```
[Table(Name="Customers")]

public
 
class
 
Customer

{

     
[Column(IsPrimaryKey = true)]

     
public
 
int
 
CustID
;

     
[Column]

     
public
 
string
 
CustName
;

}

 
// El tipo Northwind es una subclase de DataContext creada por SQLMetal

 
// Northwind.Orders es de tipo Table<Order>

 
// Northwind.Customers es de tipo Table<Customer>

 

 
Northwind
 
db
 
=
 
new
 
Northwind
(
connectionString
);

 

 
// Se usa la palabra reservada 'var' porque no hay nombre 

 
//para el tipo resultante de la proyección

 

 
var
 
q
 
=
 
from
 
o
 
in
 
db
.
Orders
,
 
c
 
in
 
db
.
Customers

     
where
 
o
.
Quality
 
==
 
"200"
 
&&
 
(
o
.
CustomerID
 
==
 
c
.
CustomerID
)

     
select
 
new
 
{
 
o
.
DueDate
,
 
c
.
CompanyName
,
 
c
.
ItemID
,
 
c
.
ItemName
 
};

 

 
// q es ahora un IEnumerable<T>, donde T es un tipo anónimo generado por el compilador

 

 
foreach
 
(
var
 
t
 
in
 
q
)

 
{

     
// t está fuertemente tipado, incluso si no podemos nombrar el tipo en tiempo de diseño

 

     
Console
.
WriteLine
(
"Tipo de dato de DueDate= {0}"
,
 
t
.
DueDate
.
GetType
());

     
Console
.
WriteLine
(
"CompanyName (en minúsculas) = {0}"
,
 
t
.
CompanyName
.
ToLower
());

     
Console
.
WriteLine
(
"ItemID * 2 = {0}"
,
 
t
.
ItemID
 
*
 
2
);

 
}

```

## Otras implementaciones de LINQ
- Saffron es una extensión de Java que incorporan SQL como expresiones relacionales.

Las relaciones pueden ser colecciones en memoria, tablas de bases de datos o fuentes de datos. Fue desarrollado independientemente de LINQ en 2001 por Julian Hyde, quien más tarde escribió el servidor OLAP Mondrian.
- jLinq jLinq es una librería de JavaScript totalmente extensible que permite realizar consultas estilo LINQ en arrays de objetos.
- jlink-node implementación para NodeJS.
- JSINQ es la implementación de Kai Jäger de LINQ to Objects para JavaScript. También proporciona un compilador que traduce expresiones de consulta estilo LINQ en código JavaScript.
- JSLINQ JSLINQ es otra biblioteca de JavaScript que permite realizar consultas estilo LINQ sobre datos.
- Chris Pietschmann's LINQ to JavaScript es una implementación de LINQ que extiende los arrays de objetos de JavaScript para soportar LINQ.
- Phinq es una implementación para PHP de LINQ por Tommy Montgomery.
- PHPLinq es una implementación para PHP de LINQ por Maarten Balliauw.
- Quaere implementación para Java de LINQ.
- JaQue (enlace roto disponible en Internet Archive; véase el historial, la primera versión y la última). implementación para Java de LINQ.
- asq (enlace roto disponible en Internet Archive; véase el historial, la primera versión y la última). es una implementación en Python de LINQ to Objects y Parallel LINQ-to-objects (PLINQ).
- Embarcadero Prism Archivado el 27 de diciembre de 2011 en Wayback Machine., también conocido como Delphi Prism, admite LINQ.